# 賈布沃特島
賈布沃特島（英語：Jabat Island）是太平洋馬紹爾群島的島嶼，屬於拉利克礁鏈，是馬紹爾群島24個立法選區（legislative district）之一，距離艾林拉帕拉普環礁12公里。與馬紹爾群島其他島嶼不同，賈布沃特島由岩石而非珊瑚礁組成，土地面積0.6平方公里，長度1.2公里，1998年人口112。

## 外部連結
- Marshall Islands site （页面存档备份，存于）
- Entry at Oceandots.com （页面存档备份，存于）